# Gianluca Spinola
Gianluca Spinola (Roma, 23 dicembre 1919 – Castelnuovo di Val di Cecina, 14 giugno 1944) è stato un partigiano italiano, discendente di una nobile famiglia genovese, fucilato dai tedeschi.

## Biografia
Figlio del marchese Luigi e della contessa Luisa Elia, si arruolò nell'arma della cavalleria della scuola di Pinerolo; nell'immediato seguito fu tenente nel Reggimento "Guide" a Parma. Uomo d'azione, si arruolò volontario in Africa negli squadroni Spahis. Tornato in Italia per una grave malattia contratta sul suolo africano, nel periodo attorno all'8 settembre del 1943 lo coglie in servizio a Firenze. L'invasione dell'Italia da parte dell'esercito tedesco lo spinse, col suo carattere di fiero nazionalista, a combattere coerentemente contro gli invasori, per cui con la sua autoblindo, scorrazzando avanti ed indietro, decise di attaccare i soldati tedeschi che percorrevano la via Aretina. Successivamente si trasferì a Volterra per tener la famiglia distante dal suo teatro di azione, nella villa di famiglia Elia-Formigli.

Assieme al cugino Franco Stucchi Prinetti ed a due ex-soldati sardi, il suo attendente Vittorio Vargiu di Ulassai e Francesco Piredda di Nuoro, formò una squadra "volante" partigiana che dopo aver preso contatti col CLN si aggregò alla brigata partigiana a maggioranza comunista Spartaco Lavagnini, dal nome del sindacalista di Empoli ucciso dai fascisti, operante anche nella zona di Volterra. La sua squadra era nota nella zona per spericolatezza e fulmineità dell'azione, per cui lo Spinola spostò ancora la famiglia, con la moglie incinta ed il figlio piccolo, in Svizzera, ritenendo di esser stato individuato e temendo possibili rappresaglie.
Durante un attacco ad una colonna motorizzata dell'esercito germanico vengono catturati nel mese di aprile quattro partigiani, che vengono portati al carcere del Mastio in Volterra e barbaramente torturati, per essere infine fucilati assieme a 77 minatori di Niccioleta e poi abbandonati sul terreno il 14 giugno 1944.

Per anni l'identità dei partigiani rimarrà ignota (sulla tomba dei partigiani verrà scritto Partigiano sconosciuto) fino a quando - grazie anche al cognato dello Spinola, Francesco Giuntini Antinori - sarà ricostruita la storia della "Volante" partigiana cui appartenevano gli ignoti partigiani, chiamata "Piccola Banda di Ariano", costituita da due nobili di alto lignaggio e da due proletari sardi, con caratteri simili ad altre bande partigiane della regione, come la celebre banda Corbari.